# (400112) 2006 UF8
(400112) 2006 UF8 es un asteroide perteneciente al cinturón de asteroides, descubierto el 16 de octubre de 2006 por el equipo del Catalina Sky Survey desde el Catalina Sky Survey, Arizona, Estados Unidos.

## Designación y nombre
Designado provisionalmente como 2006 UF8 .

## Características orbitales
2006 UF8 está situado a una distancia media del Sol de 2,688 ua, pudiendo alejarse hasta 3,260 ua y acercarse hasta 2,116 ua. Su excentricidad es 0,212 y la inclinación orbital 6,348 grados. Emplea 1610,22 días en completar una órbita alrededor del Sol.

## Características físicas
La magnitud absoluta de 2006 UF8 es 16,8.